# Бонгор
Бонго́р (фр. Bongor, араб. بونقور‎) — город на юго-западе Чада. Является административным центром региона Восточное Майо-Кеби и департамента Майо-Боней. Население — 27 710 чел. (по данным 2010 года).

## История
В конце XIX века эти земли были захвачены французскими войсками, однако, в 1911 году, согласно франко-германскому договору, Бонгор вошёл в состав германской колонии Камерун. После Первой мировой войны, в результате раздела колониальных владений бывшей Германской империи, Бонгор вошёл в состав Французской Экваториальной Африки.
С 1960 года — в составе независимой Республики Чад.

## Климат
| Показатель                    | Янв. | Фев. | Март | Апр. | Май  | Июнь | Июль | Авг. | Сен. | Окт. | Нояб. | Дек. | Год  |
| ----------------------------- | ---- | ---- | ---- | ---- | ---- | ---- | ---- | ---- | ---- | ---- | ----- | ---- | ---- |
| Средний суточный максимум, °C | 34,1 | 36,4 | 39,1 | 39,0 | 36,3 | 33,6 | 31,1 | 30,2 | 31,4 | 34,3 | 36,4  | 33,5 | 34,9 |
| Средняя температура, °C       | 25,7 | 27,7 | 31,0 | 31,9 | 29,9 | 28,1 | 26,5 | 25,9 | 26,4 | 27,8 | 27,8  | 26,0 | 27,9 |
| Средний суточный минимум, °C  | 17,3 | 19,1 | 22,9 | 24,8 | 23,6 | 22,6 | 21,9 | 21,6 | 21,4 | 21,4 | 19,3  | 17,2 | 21,1 |
| Норма осадков, мм             | 0    | 0    | 1    | 17   | 66   | 108  | 184  | 235  | 133  | 26   | 1     | 0    | 771  |
| Источник:                     |      |      |      |      |      |      |      |      |      |      |       |      |      |

## Экономика
В 1970-х годах здесь была создана ирригационная система, которая позволила начать развитие сельского хозяйства, в частности, способствовала началу выращивания риса.
Город является важным центром в сферах здравоохранения, образования и других социальных функций для прилегающих сельскохозяйственных территорий.
В сухой сезон к Бонгору пригоняют свои стада из пустыни кочевники.

## Население
| Год             | Население (чел.) |
| --------------- | ---------------- |
| 1988 (оценка)   | 19 900           |
| 1993 (перепись) | 20 448           |
| 2010 (оценка)   | 27 770           |